# Tape à l'œil
 (mars 2018).
Tape à l’œil est une enseigne française de prêt-à-porter pour enfants. Elle fait partie de l'Association familiale Mulliez, à laquelle appartient notamment Auchan. C'est une enseigne de mode enfant qui crée et distribue des vêtements et accessoires de 0 à 16 ans. Son siège social est situé à Wasquehal, dans le Nord, région Hauts-de-France.

## Histoire
L'entreprise a été créée en 1993 sous l'enseigne « 0-13 comme des grands ». C'est en 1996 que le concept Tape à l’œil (TAO) est né, avec l'envie de développer des vêtements mode et qualitatifs pour enfants à bas prix. L'enseigne fait partie du groupe Acadie, un groupe détenu par Patrick et Gérard Mulliez.
Initialement fondé et parrainé par la société Kiabi, TAO prend son indépendance en 2001.
En 2003, Tape à l’œil s'internationalise.
En 2015, l'enseigne de mode pour enfants lance son nouveau concept de magasins physioconnectés.

## Activité, rentabilité, effectif
|                                        | 2014  | 2015  | 2016  | 2017  | 2018 | 2019 |
| -------------------------------------- | ----- | ----- | ----- | ----- | ---- | ---- |
| Chiffre d'affaires en millions d'euros | 145   | 157   | 159   | 166   | 169  |      |
| Résultat net en millions d'euros       | + 3,8 | + 6,3 | + 4,2 | + 0,8 | -4,7 |      |
| Effectif moyen annuel                  | 830   | 879   | 763   | 798   | 746  |      |

## Stratégie
La chaîne de magasins de vêtements pour enfants s'est développée d'abord en France sur la base d'un magasin situé en centre ville ou en centre commercial, d'une surface de 125 m2 en moyenne. En 2008, le nombre de magasins s'établit à 185 magasins, dont 125 en France. Les magasins sont à 75% en tant que succursales, 25% en franchises. La marque s'est établie à l'étranger dans trois directions : Europe centrale, Moyen Orient et Inde. Le positionnement de la marque se situe sur des prix plancher.
En 2016 l'enseigne comptabilise 330 boutiques.